# Bo Norgren
Bo Norgren, född 1954, är författare och arbetade som chef för den IT-forensiska gruppen på Rikskriminalpolisen. Hans roman Dödlig drift från 1995 filmatiserades 1999.